# Homonormativnost
Homonormativnost je privilegiranje heteronormativnih ideala i konstrukcija na LGBT kulturu i identitet. Bazira se na pretpostavci da bi se norme i vrijednosti heteroseksualnosti trebale preslikavati i provoditi među homoseksualnim ljudima. Homonormativnost selektivno privilegira cispolnu homoseksualnost (koja je spojena i monogamna) kao dostojnu društvenog prihvaćanja.

## Podrijetlo
Izraz 'homonormativnost' popularizirala je Lisa Duggan u svojoj kritici suvremene demokracije, jednakosti i LGBT diskursa 2003. godine. Polazeći od heteronormativnosti, koju je popularizirao Michael Warner 1991. godine i koncepata utemeljenih u pojmu "spolni/rodni sustav" Gayle Rubin i eseja Adrienne Rich o obveznoj heteroseksualnosti.
Duggan piše: "homonormativnost je politika koja ne osporava dominantne pretpostavke i institucije o heteronormativnosti, već ih podržava i održava, istovremeno obećavajući mogućnost demobilizirane homoseksualne kulture usidrene u domaćinstvu i potrošnji." Catherine Connell kaže da homonormativnost "naglašava zajedništvo s normama heteroseksualne kulture, uključujući brak, monogamiju, razmnožavanje i produktivnost". Queer teoretičar David M. Halperin vidi kako se vrijednosti heteronormativnosti repliciraju i privilegiraju kako se LGBT vidljivost i građanska prava normaliziraju, pišući da „glavna gay politika prestaje biti otpor heteroseksualnom ugnjetavanju i postaje asimilacija ... pogon društvenom prihvaćanju i integracija u društvo u cjelini. "
Halperin kaže da urbanizacija, gentrifikacija i rekapitalizacija queer područja i gradskih gej-geta doprinose prevalenciji i privilegiranju utvrđenih heteroseksualnih normi. Halperin je povezao epidemiju HIV / AIDS-a i pojavu internetskih spojeva kao doprinos raseljavanju LGBT osoba. Također pripisuje pomak u političkoj retorici, diskursu i stavu od oslobođenja do asimilacije kao daljnje pojačanje homonormativne binarne datoteke.
Pojam "spolne hijerarhije" Gayle Rubin - koja vidi kako zapadno heteronormativno društvo gradi seksualne prakse od moralno "dobrog seksa" do "lošeg seksa" - ocrtava oblike homoseksualnog ponašanja koje rezultira uvjetnim prihvaćanjem Ona piše: "Stabilni, dugotrajni lezbijski i homoseksualni muški parovi graniče s ugledom [...] ako je u paru i monogaman, društvo počinje prepoznavati da uključuje čitav spektar ljudske interakcije." Rubin piše da ovi polovi prihvatljivosti i devijantnosti vide homonormativno privilegiranje dugoročnih homoseksualnih parova nad tijelima transrodnih, nebinarnih i promiskuitetnih članova ovih skupina te da "Pojedinci čije ponašanje stoji visoko u ovoj hijerarhiji smatraju se certificiranim mentalnim zdravljem, uglednošću, zakonitošću, socijalnom i fizičkom pokretljivošću, institucionalnom podrškom i materijalnim koristima."

## Diskriminacija
Homonormativna diskriminacija primjenjuje se slično heteronormativnosti. Socijalne institucije i politike ojačavaju pretpostavku da su ljudi heteroseksualni i da su spol i spol prirodni binarni podaci. Međutim, Rubin piše da homonormativnost djeluje tako da istiskuje ekskluzivnu heteroseksualnost u odnosu na normativno ponašanje, umjesto toga selektivno privilegira cispolnu homoseksualnost (koja je spojena i monogamna) kao dostojnu društvenog prihvaćanja.

### Transrodne osobe
Rubin navodi da replikacija heteroseksualnih normi - monogamija, bijela privilegija, binarnost spolova - pridonosi stigmatizaciji i marginalizaciji opaženih devijantnih oblika seksualnosti i roda. Devedesetih su transrodni aktivisti primijenili izraz "homonormativ" u vezi s diskriminacijom unutar zajednice koja je vidjela nametanje homoseksualnih i lezbijskih normi zbog zabrinutosti transrodnih ljudi. Tijekom epidemije AIDS-a u Sjedinjenim Državama, transrodne osobe često su isključene iz homoseksualnih i lezbijskih demonstracija održanih u glavnom gradu i uskraćeni im je pristup zdravstvenim inicijativama i programima uspostavljenim za borbu protiv krize.
Transrodna aktivistica Sylvia Rivera govorila je o svojim iskustvima u kampanji za homoseksualce i trans-oslobođenje 70-ih i 80-ih, da bi je isti ti ljudi ignorirali kad su dobili što su tražili.
Holly Lewis navodi da je kontinuirani pritisak na normativne pojedince "da se prilagode tradicionalnim, oporbenim seksističkim shvaćanjima roda" rezultirao homonormativnošću koja prožima ponašanje i identitet LGBT zajednice,istodobno zamjenjujući radikalnu prošlu politiku Gay Liberation pokreta s ciljevima ravnopravnosti braka i posvojenja. Oni se smatraju konzervativnim kad se uokvire protiv LGBT aktivizma iz 70-ih/80-ih/90-ih. Homonormativnost se percipira kako bi se spriječila raznolikost i autentičnost, a queer supkulture postaju komercijalizirane i integrirane, a politički diskursi strukturirani oko asimilacije i normalizacije.

## Politika
Predavač politike i međunarodnih odnosa Penny Griffin kaže da je, umjesto da kritizira neoliberalne vrijednosti monogamije, reprodukcije i binarnih rodnih uloga, utvrđeno da homonormativnost podupire vrijednosti koje se po prirodi smatraju heteroseksističkim i rasističkim. Griffin vidi homonormativno ponašanje isprepleteno s kapitalističkim svjetskim sustavima, u čijoj su jezgri potrošačka kultura i materijalizam. Duggan tvrdi da homonormativnost fragmentira LGBT zajednice u hijerarhije dostojnosti i da se LGBT osobe koje su najbliže oponašanju heteronormativnih standarda rodnog identiteta smatraju najvrjednijima da dobiju prava. Također piše da se LGBT osobe na dnu ove hijerarhije (npr. Biseksualne osobe, trans osobe, nebinarne osobe, ljudi nezapadnog roda, interspolni ljudi, obojeni queerovi, queer seksualni radnici) vide kao prepreka na putu prema tome da klasa homonormativnih ljudi ostvare svoja prava.

## Mediji
Andre Cavalcante kaže da kako homoseksualnost postaje društveno tolerirana, predstavljanje LGBT likova na filmu i televiziji pojačava strikture cisgendera, bijelaca i binarnih autoriteta. Gay scenarist i redatelj Ryan Murphy, The New Normal, kritiziran je zbog homonormativnog prikazivanja queer kulture i smatra se "više štetnim nego zabavnim". Homonormativne medijske reprezentacije vide se samo kao mimetičari heteroseksualne normalnosti, pojačavajući homoseksualne karikature i "ukusne pristaše njegovanih društvenih normi i dominantnih ideologija". Tvrdi se da takvi prikazi izostavljaju neobične stvarnosti nebijelih, nebinarnih LGBT osoba, papirajući proživljena iskustva varijantnih identiteta i provodeći "hijerarhiju prema kojoj se očekuje da se pojedinci usklade i budu kažnjeni ako to ne učine."
Iako studije pokazuju da pojavljivanje LGBT likova u medijima smanjuje predrasude među gledateljima, mnogim mrežnim, kabelskim i streaming uslugama još uvijek nedostaje raznolikost ili zastupljenost u zajednici kada prikazuju queer likove. Izvještaj GLAAD-a iz 2015. godine koji profilira zastupljenost LGBT medija utvrdio je da su homoseksualci (41 %) još uvijek u glavnom predstavljeni kao primarni queer likovi, unatoč povećanju zastupljenosti LGBT osoba u raznim seksualnim i rodnim identitetima. Više je LGBT sadržaja proizvedeno u medijima u 2018. godini. Prema GLAAD-ovom godišnjem izvještaju Gdje smo na TV-u, koji bilježi LGBTQ + zastupljenost na televiziji, broj queer likova u TV emisijama porastao je za 8,8 %. Queer ljudi u boji također su vidjeli porast vremena na zaslonu; prvi su put u povijesti izvještaja nadmašili broj bijelih queer ljudi na televiziji. 1 % populacije je interseksualno, pa su interspolni ljudi gotovo u potpunosti izostavljeni u medijima, s diskursima binarnog rodnog identiteta koji uglavnom isključuju one koji ne spadaju u dvije kategorije spola i roda.